# Hans Gerwing
Hans Gerwing  (* 7. November 1893 in Gelsenkirchen; † 20. September 1974 in Düsseldorf) war ein deutscher Bildhauer.

## Leben und Wirken
Nach seiner Ausbildung an der Kunstgewerbeschule in Dortmund studierte er an der Kunstakademie Düsseldorf als Meisterschüler von Karl Janssen und Richard Langer. Bereits 1924 gewann er den 1. Preis beim Wettbewerb der Stadt Köln für ein Siegfried-Denkmal. Bis 1928 war er in Köln tätig, anschließend in Dortmund, Bochum und Düsseldorf. 
Ein weiteres erhaltenes Denkmal steht in Bochum-Dahlhausen, Eiberger Straße 2, Die Trauernde von 1929 zum Gedächtnis der Kriegsgefallenen des Ersten Weltkriegs.  Sein künstlerisches Werk ist eng mit den Plastiken von Georg Kolbe, Fritz Klimsch und Arno Breker verbunden. Mit Letztgenanntem verband ihn eine lebenslange Freundschaft und ein künstlerischer Austausch bis zu seinem Tod.
Gerwings Grabplatte wurde von dem befreundeten Bildhauer Erich Elsner 1974 geschaffen und gilt als verschollen. Themen seines künstlerischen Schaffens waren der Bergbau, Sportler, weibliche Akte, Tanzende und Tiere. Bekannt sind zum Beispiel ein großer Elephant (Privatbesitz), eine Giraffe (Privatbesitz) und Pferde. Er beteiligte sich mit Bronzefiguren an zahlreichen Ausstellungen vor und nach dem Krieg. U. a. stellte er 1940 und 1942 je eine Plastik auf den Großen Deutschen Kunstausstellungen in München aus. Auf dem Kunstmarkt sind zahlreiche Bronzereliefs, Darstellungen der Familie, Kriegerfiguren bekannt und beliebt.